# Buda-Safijeuka
Buda-Safijeuka (biał. Буда-Сафіеўка; ros. Буда-Софиевка, Buda-Sofijewka; pol. hist. Buda-Pawłopolska) – wieś na Białorusi, w obwodzie homelskim, w rejonie lelczyckim, w sielsowiecie Bujnowicze, przy drodze republikańskiej R36.